# درشین
درشین (به چکی: Dřešín) یک منطقهٔ مسکونی در جمهوری چک است که در ناحیه ستراکونیتسه واقع شده‌است. درشین ۸٫۹۱ کیلومتر مربع مساحت و ۲۹۴ نفر جمعیت دارد و ۵۷۵ متر بالاتر از سطح دریا واقع شده‌است.